# Чемпионат мира по академической гребле 1989
19-й чемпионат мира по академической гребле прошёл с 2 по 10 сентября 1989 года в городе Блед (Югославия).

## Медалисты

### Мужчины
| Дисциплина                | Золото | Золото  | Серебро | Серебро | Бронза | Бронза  |
| ------------------------- | --- | ------- | --- | ------- | --- | ------- |
| Одиночки M1x              | Томас Ланге ГДР | 6:58,14 | Вацлав Халупа Чехословакия | 7:01,05 | Юри Яансон СССР | 7:01,31 |
| Двойки парные M2x         | Норвегия · Рольф Торсен · Ларс Бьённес | 6:23,40 | Нидерланды · Роналд Флорейн · Николас Ринкс | 6:24,68 | Австрия · Кристоф Цербст · Арнольд Йонке | 6:25,80 |
| Двойки без рулевых M2-    | ГДР · Томас Юнг · Уве Келльнер | 6:39,95 | Великобритания · Саймон Беррисфорд · Стивен Редгрейв | 6:42,84 | Австрия · Карл Зинцингер · Херман Бауэр | 6:43,40 |
| Двойки с рулевыми M2+     | Италия · Кармине Аббаньяле · Джузеппе Аббаньяле · Джузеппе Ди Капуа (рул) | 6:54,81 | Румыния · Драгош Нягу · Иоан Шнеп · Марин Георге (рул) | 6:56,90 | Югославия · Милан Янша · Роберт Крашовец · Горазд Сливник (рул) | 6:57,97 |
| Четвёрки парные M4x       | Нидерланды · Ханс Келдерман · Кос Маасдейк · Херман ван Эренбемт · Рутгер Арис                                                                                                 | 6:03,99 | Италия · Джанлука Фарина · Филиппо Соффичи · Давиде Тидзано · Джованни Калабрезе                                                                                   | 6:04,26 | Швеция · Пер-Олоф Классон · Давид Свенссон · Томас Эстерлунд · Фредрик Хюльтен                                                                                             | 6:05,66 |
| Четвёрки без рулевых M4-  | ГДР · Йенс Людеке · Томас Грайнер · Ральф Брудель · Олаф Фёрстер | 6:06,94 | США · Рауль Родригес · Джек Рашер · Томас Борер · Ричард Кеннелли                                                                                                  | 6:07,92 | Новая Зеландия · Уильям Ковентри · Иан Райт · Аластэр Макинтош · Кэмпбелл Клейтон                                                                                          | 6:08,63 |
| Четвёрки с рулевыми M4+   | Румыния · Василе Нэстасе · Димитрие Попеску · Валентин Робу · Василе Томоягэ · Марин Георге (рул)                                                                              | 6:14,90 | Чехословакия · Михал Шубрт · Павел Меншик · Душан Вичик · Душан Махачек · Иржи Птак (рул)                                                                          | 6:17,37 | Великобритания · Стивен Тёрнер · Мэттью Пинсент · Гэвин Стюарт · Теренс Диллон · Воган Томас (рул)                                                                         | 6:17,57 |
| Восьмёрки M8+             | ФРГ Йёрг Путтлиц Норберт Кесслау Мартин Штеффес Дирк Бальстер Франк Дитрих Марк Мауэрверк Ансгар Весслинг Роланд Бар Манфред Кляйн (рул)                                       | 5:43,88 | ГДР · Штефан Шульц · Марио Грюссель · Роланд Шрёдер · Томас Воддов · Марио Клиш · Хольгер Розе · Томас Бенш · Ханс Зенневальд · Петер Тиде (рул)                   | 5:45,70 | Великобритания · Тимоти Фостер · Мэттью Бриттин · Джеймс Уокер · Антон Обхольцер · Джонатан Синфилд · Ричард Фелпс · Джонатан Сирл · Джонатан Халлс · Эдриан Эллисон (рул) | 5:47,01 |
| Лёгкий вес                | |         | |         | |         |
| Одиночки LM1x             | Франс Гёбель Нидерланды | 7:17,07 | Вим ван Беллегем Бельгия | 7:20,03 | Альвин Оттен ФРГ | 7:21,80 |
| Двойки парные LM2x        | Австрия · Кристоф Шмёльцер · Вальтер Рантаза | 7:03,33 | Испания · Хосе де Марко · Фернандо Климент | 7:03,53 | Чехословакия · Петр Ковач · Тибор Гроэппел | 7:04,68 |
| Четвёрки парные LM4x      | ФРГ Петер Уриг Ян Фишер Бьёрн Гельсен Томас Мельгес | 6:04,78 | Швейцария Рето Фирц Филипп Ферльбер Чирилло Гьельметти Маркус Гир                                                                                                  | 6:07,24 | Франция · Брюно Буше · Брюно Лебеда · Роллан Галльяк · Тьерри Рено | 6:07,50 |
| Четвёрки без рулевых LM4- | ФРГ Клаус Альтена Штефан Фариг Михаэль Бухгайт Бернд Стромпоровски | 6:28,70 | Италия · Нерио Джанотти · Альфредо Стриани · Дарио Лонгин · Мауро Торта                                                                                            | 6:32,36 | Великобритания · Николас Стрейндж · Николас Хоу · Робин Уильямс · Стюарт Форбс                                                                                             | 6:34,35 |
| Восьмёрки LM8+            | Италия · Энрико Барбаранелли · Роберто Романини · Франко Фалосси · Данило Фраквелли · Витторио Торчеллан · Карло Гадди · Андреа Ре · Фабрицио Равази · Джузеппе Ламберти (рул) | 5:47,95 | Дания · Бо Вестергор · Свенд Блицков · Йенс Линдхардт · Ларс Расмуссен · Флемминг Мейер · Микаэль Сёренсен · Вагн Нильсен · Нильс Хенриксен · Стефан Мастерс (рул) | 5:49,38 | ФРГ Александер Траутманн Феликс Принц Детлеф Глич Инго Гревенмайер Удо Хенниг Себастьян Франке Томас Пальм Эрик Ринг Йёрг Дедердинг (рул)                                  | 5:51,15 |

### Женщины
| Дисциплина              | Золото | Золото  | Серебро | Серебро | Бронза | Бронза  |
| ----------------------- | --- | ------- | --- | ------- | --- | ------- |
| Одиночки W1x            | Элисабета Липэ Румыния | 7:27,96 | Биргит Петер ГДР | 7:31,47 | Каталин Шарлош Венгрия                                                                                         | 7:34,15 |
| Двойки парные W2x       | ГДР · Яна Зоргерс · Беате Шрамм | 7:01,71 | Румыния · Вероника Кокеля · Элисабета Липэ | 7:07,32 | Болгария · Павлина Александрова · Магдалена Георгиева                                                          | 7:11,55 |
| Двойки распашные W2-    | ГДР · Катрин Хаккер · Юдит Цайдлер | 7:26,97 | Румыния · Дойна Бэлан · Марьоара Куреля | 7:30,70 | ФРГ Штефани Верремайер Ингебург Альтхофф                                                                       | 7:31,13 |
| Четвёрки парные W4x     | ГДР · Катрин Борон · Сибилле Шмидт · Ютта Берендт · Яна Тиме | 6:16,62 | СССР · Наталья Кваша · Мария Омельянович · Светлана Мазий · Ирина Калимбет                                                                         | 6:22,39 | Болгария · Павлина Александрова · Магдалена Георгиева · Галина Яхорова · Красимира Точева                      | 6:23,63 |
| Четвёрки распашные W4-  | ГДР · Кристиане Харцендорф · Ина Юст · Аннегрет Штраух · Уте Вагнер                                                                                                   | 6:45,81 | Китай · Цао Мяньин · Ху Ядун · Лю Сижун · Чжоу Шоуин                                                                                               | 6:48,45 | Румыния · Адрьяна Базон · Михаэла Армэшеску · Ливия Леонте · Вьорика Илика                                     | 6:50,58 |
| Восьмёрки W8+           | Румыния · Анишоара Бэлан · Марьоара Куреля · Анка Тэнасе · Джорджета Соаре · Адрьяна Базон · Вьорика Илика · Ливия Леонте · Михаэла Армэшеску · Екатерина Оанча (рул) | 6:07,92 | ГДР · Лиане Юст · Уте Вильд · Ина Грапентин · Аннетте Хон · Аня Клуге · Катрин Шрёдер · Рамона Бальтазар · Мартина Вальтер · Даниэла Нойнаст (рул) | 6:08,19 | Китай · Цао Мяньин · Чжоу Сюхуа · Лю Сижун · Хэ Яньвэнь · Го ??? · Го ??? · Ян Сяо · Ху Ядун · Ли Жунхуа (рул) | 6:11,84 |
| Лёгкий вес              | |         | |         | |         |
| Одиночки LW1x           | Кристин Карлсон США | 8:01,12 | Рита Дефо Бельгия | 8:03,14 | Лаурин Вермульст Нидерланды                                                                                    | 8:04,78 |
| Двойки парные LW2x      | США · Кэри Сэндс · Кристин Карлсон | 7:11,04 | Новая Зеландия · Филиппа Бейкер · Линда де Йонг | 7:13,70 | ФРГ Кристиане Вебер Альрун Урбах                                                                               | 7:14,94 |
| Четвёрки распашные LW4- | Китай · Лян Саньмэй · Цзэн Мэйлань · Чжан Хуацзе · Линь Чжиай | 7:01,70 | Великобритания · Сьюзен Кей · Рейчел Херст · Джоанна Тох · Кэтрин Браунлоу                                                                         | 7:04,88 | ФРГ Карин Цобель Корнелия Цихи Уте Цобель Клаудия Энгельс                                                      | 7:06,12 |

## Командный зачёт
| Место | Страна         | Золото | Серебро | Бронза | Всего |
| ----- | -------------- | ------ | ------- | ------ | ----- |
| 1     | ГДР            | 7      | 2       | 0      | 9     |
| 2     | Румыния        | 3      | 3       | 1      | 7     |
| 3     | ФРГ            | 3      | 1       | 5      | 9     |
| 4     | Италия         | 2      | 2       | 0      | 4     |
| 5     | Нидерланды     | 2      | 1       | 1      | 4     |
| 6     | США            | 2      | 1       | 0      | 3     |
| 7     | Китай          | 1      | 1       | 1      | 3     |
| 8     | Австрия        | 1      | 0       | 2      | 3     |
| 9     | Норвегия       | 1      | 0       | 0      | 1     |
| 10    | Великобритания | 0      | 2       | 3      | 5     |
| 11    | Чехословакия   | 0      | 2       | 1      | 3     |
| 12    | Бельгия        | 0      | 2       | 0      | 2     |
| 13    | Новая Зеландия | 0      | 1       | 1      | 2     |
| 13    | СССР           | 0      | 1       | 1      | 2     |
| 15    | Дания          | 0      | 1       | 0      | 1     |
| 15    | Испания        | 0      | 1       | 0      | 1     |
| 15    | Швейцария      | 0      | 1       | 0      | 1     |
| 18    | Болгария       | 0      | 0       | 2      | 2     |
| 19    | Венгрия        | 0      | 0       | 1      | 1     |
| 19    | Франция        | 0      | 0       | 1      | 1     |
| 19    | Швеция         | 0      | 0       | 1      | 1     |
| 19    | Югославия      | 0      | 0       | 1      | 1     |
| Всего | Всего          | 22     | 22      | 22     | 66    |

 Страна — хозяйка соревнований